# Thiolières
Thiolières é uma comuna francesa na região administrativa de Auvérnia-Ródano-Alpes, no departamento Puy-de-Dôme. Estende-se por uma área de 5,39 km². Em 2010 a comuna tinha 159 habitantes (densidade: 29,5 hab./km²).